# Edifício Sulacap (Porto Alegre)
O Edifício Sulacap é um edifício de escritórios e apartamentos localizado na Esquina Democrática, no Centro Histórico de Porto Alegre. Foi projetado pelo arquiteto Arnaldo Gladosch em 1938 e construído pela construtora Azevedo Moura & Gertum entre 1943 e 1949.
O prédio representou uma experiência de desenho urbano, explorando a relação entre a arquitetura e a cidade, tendo sido projetado no mesmo período em que Gladosch desenvolvia um novo plano urbanístico, o Plano Gladosch (1939-1943) para Porto Alegre. Localizado em um quarteirão na área mais central da cidade, sua forma foi concebida como um elemento de composição da nova Avenida Borges de Medeiros, representando ideais de modernidade e verticalização.
Com um de seus blocos alcançando 17 pavimentos, o Edifício Sulacap passou a ser em 1949 o prédio mais alto de Porto Alegre. Anteriormente, o recorde havia pertencido ao Edifício Malakoff em 1860, ao Grande Hotel em 1918 e ao Cinema Imperial em 1931. Posteriormente, foi superado pelo Edifício Santa Cruz em 1958.

## História

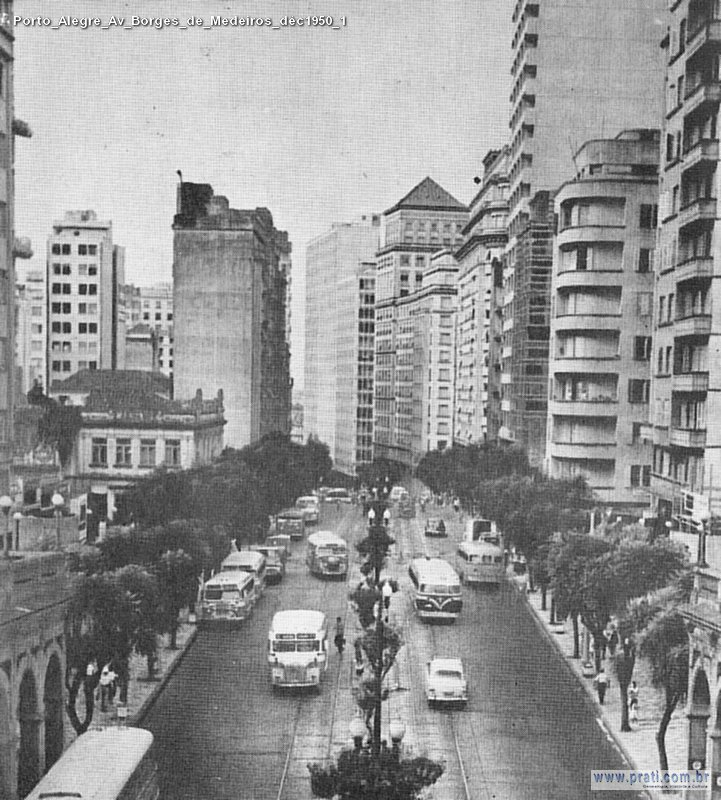
Avenida Borges de Medeiros na década de 1950

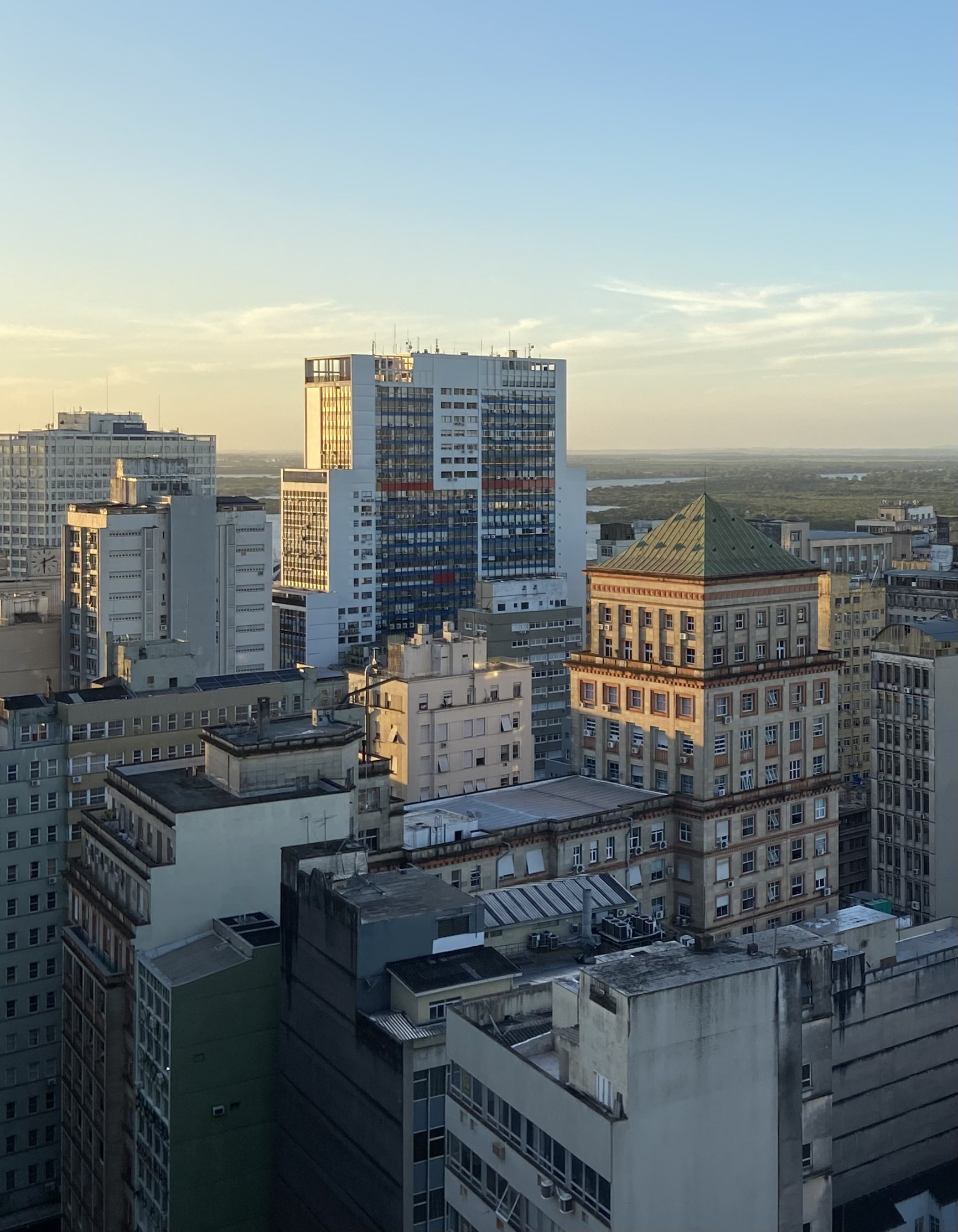
Centro Histórico de Porto Alegre, com destaque para o Edifício Sulacap (1938) e o Edifício Santa Cruz (1955)

O projeto do Edifício Sulacap foi encomendado pela Sul América Capitalização S.A., maior empresa do ramo no Brasil à época, com sede no Rio de Janeiro, que começou a planejar a obra em 1935. Outras cidades brasileiras tiveram a construção de edifícios homônimos, como o Edifício Sulacap de Belo Horizonte (1941), de Roberto Capello, e o Edifício Sulacap de Salvador, de Anton Floderer e Robert Prendice.
O Edifício Sulacap de Porto Alegre, por sua vez, foi projetado pelo Escritório Técnico Roberto Capello, através do arquiteto Arnaldo Gladosch, que no mesmo ano de 1938 foi responsável por estudo para um novo plano diretor de Porto Alegre. Em 1940, Jacques Singery, gerente-geral da Sulacap, esteve em Porto Alegre para visitar a área do futuro edifício e discutir a proposta com o prefeito Loureiro da Silva. A pedra fundamental da obra foi lançada em abril de 1943.
Embora a inauguração da edificação tenha ocorrido em 20 de setembro de 1949, a ocupação do prédio começou antes dessa data. A companhia aérea Cruzeiro do Sul e a Sul América Capitalização, por exemplo, já atendiam no imóvel desde 1947 e maio de 1949, respectivamente.
Quando inaugurado, com 17 pavimentos em um dos blocos, o Edifício Sulacap era o mais alto de Porto Alegre. Apesar disso, em pouco tempo seria superado por outros prédios maiores, como o Edifício Santa Cruz (1955), concluído em 1960 e até hoje o mais alto da capital gaúcha.

## Arquitetura

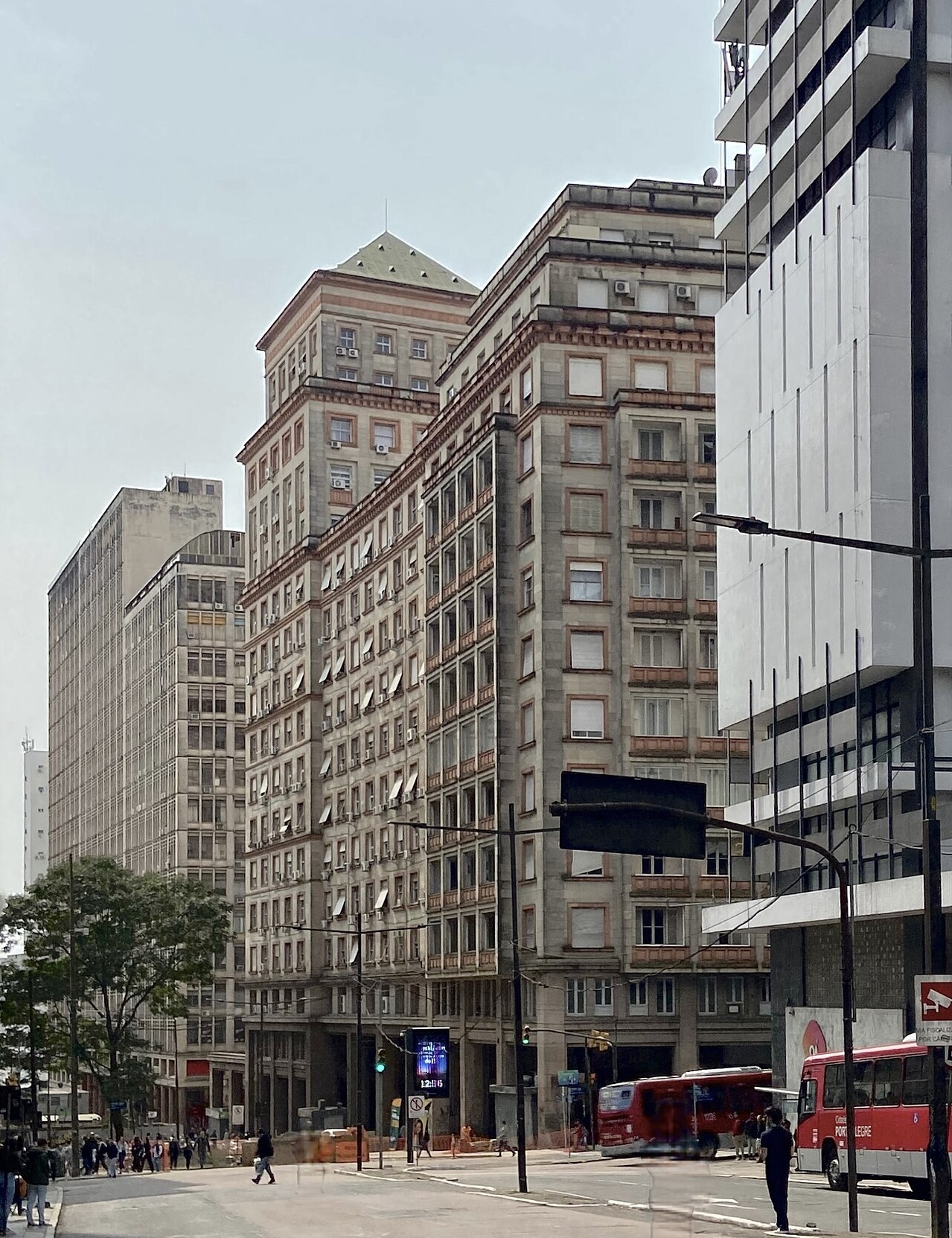
Fachadas oeste e sul

Ao contrário das primeiras experiências de verticalização em Porto Alegre, focadas em si mesmas, como o Hotel Jung e o Edifício Imperial (1929), o Edifício Sulacap foi pioneiro ao propor uma reestruturação mais abrangente do tecido urbano tradicional. Isso foi possível tanto pela abertura de novas vias, como a Avenida Borges de Medeiros, quanto pelo envolvimento direto de Arnaldo Gladosch no plano urbanístico para Porto Alegre em desenvolvimento à época.
Composto por três blocos independentes, o Edifício Sulacap compreende dois blocos de escritórios e um bloco de apartamentos, que se diferencia dos demais pela presença de sacadas nas fachadas. A sofisticada composição simétrica das partes e assimétrica do cojunto é reflexo da busca de Gladosch por relações adequadas de proporção e altura, condizente ora com as avenidas Borges de Medeiros e Senador Salgado Filho, ora com a Rua da Praia.

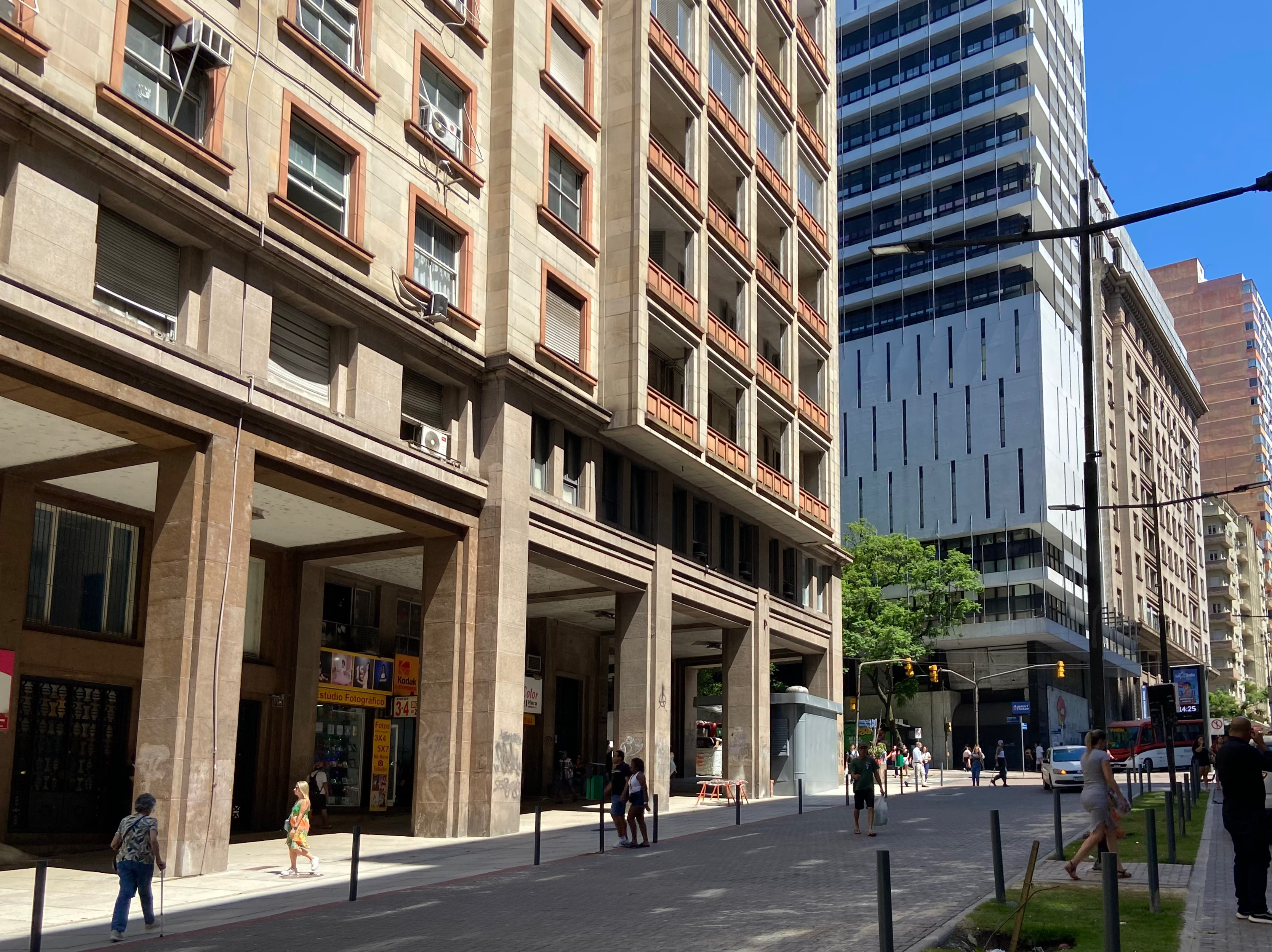
Galeria formada pelo recuo do pavimento térreo

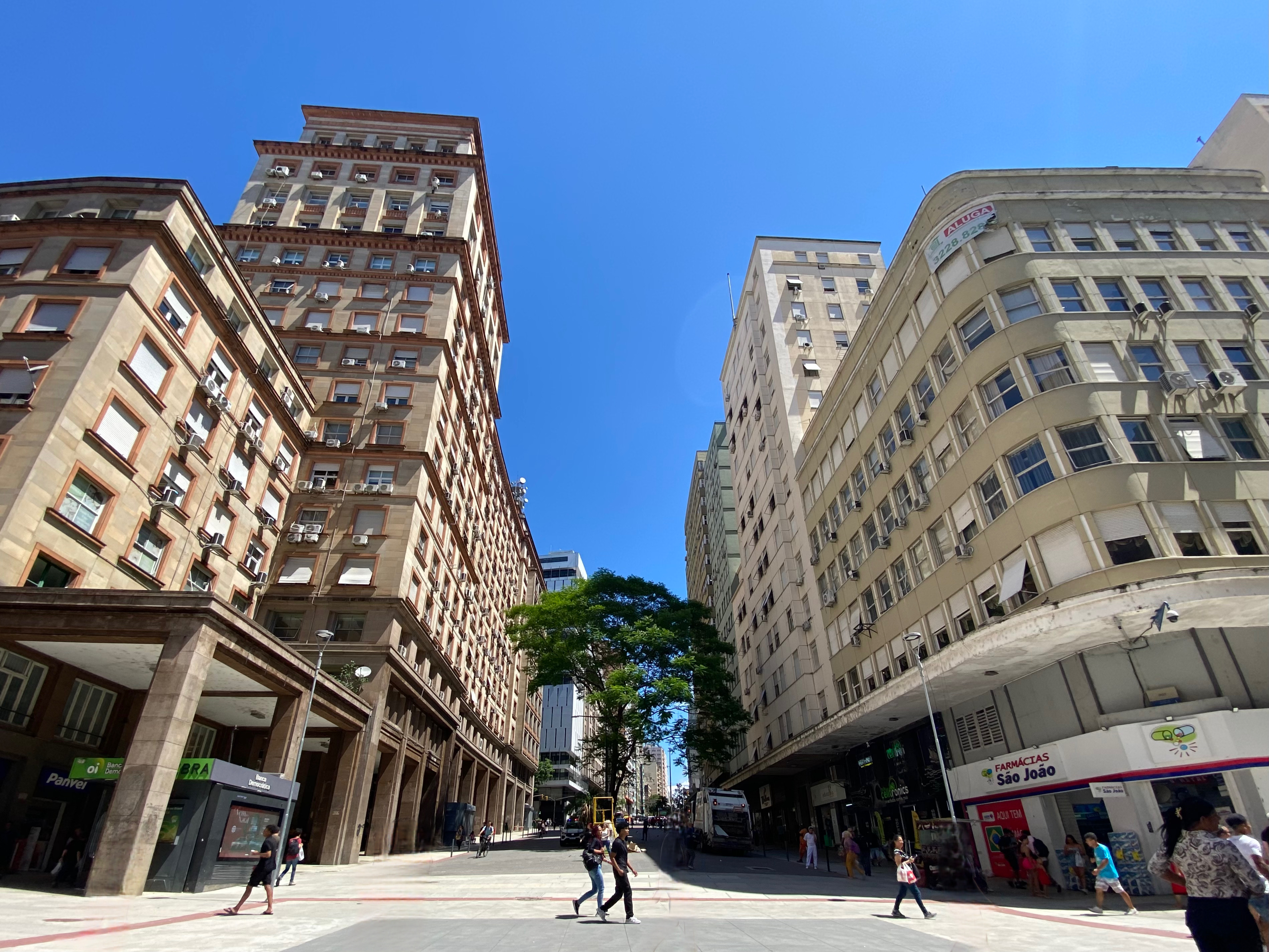
Esquina Democrática, com destaque para o Edifício Sulacap à esquerda e o Edifício Sul América à direita

No pavimento térreo, a interface entre o espaço público e privado acontece por galerias, uma das diretrizes do Plano Gladosch (1938-1943), que abrigam espaços comerciais, protegem o pedestre e ditam o ritmo do embasamento. O prédio apresenta predominância de cheios, amenizando o peso da composição pela repetição das janelas e pela decomposição dos volumes das esquinas, devidamente hierarquizadas, na parte superior.

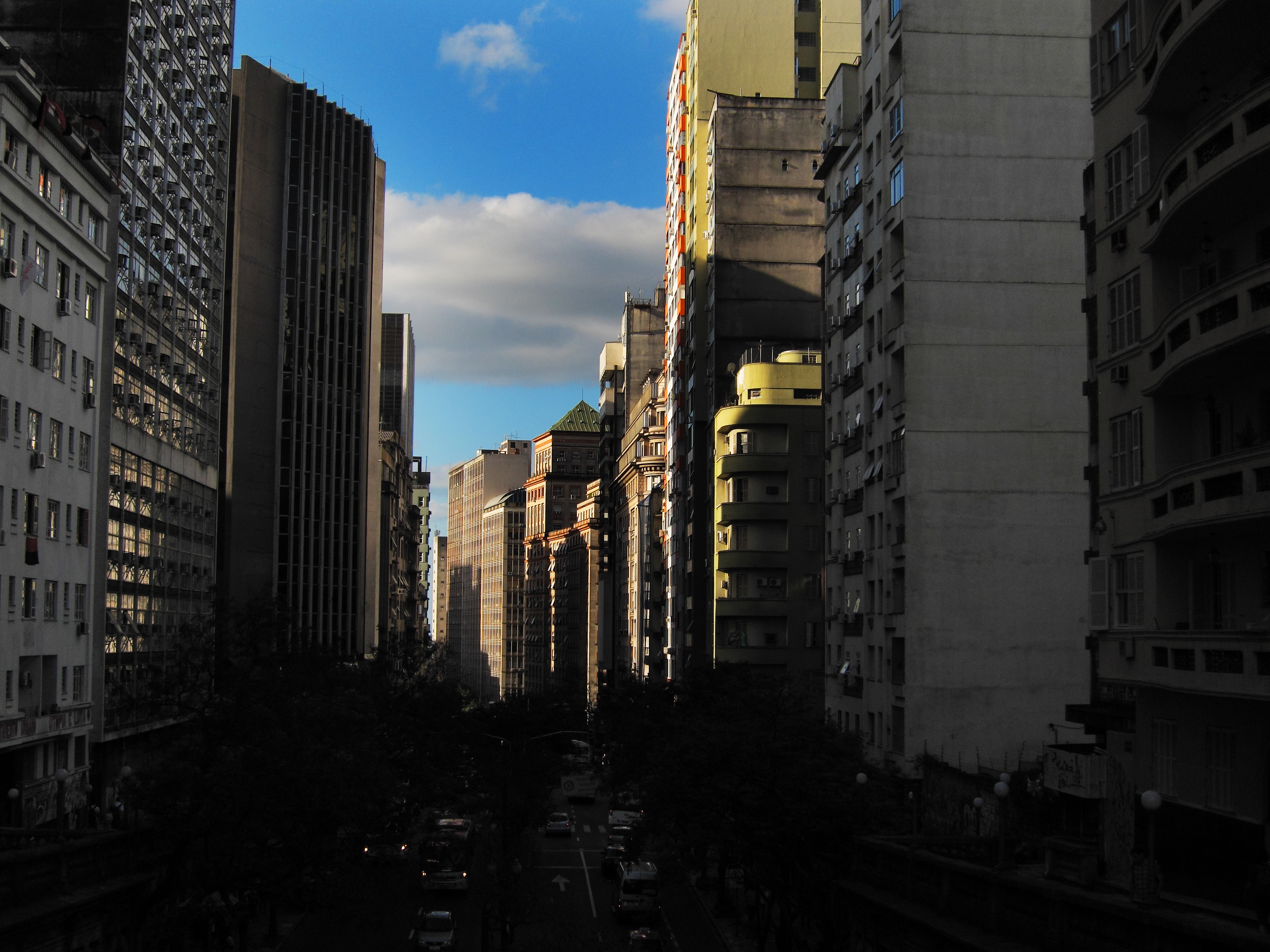
Avenida Borges de Medeiros na década de 2010

Na mesma esquina, em frente ao Edifício Sulacap, na Avenida Borges de Medeiros, está o Edifício Sulamérica (1938), prédio de menor porte e tratamento menos requintado, também de autoria de Arnaldo Gladosch. Ambos os prédios configuram uma parceria com o propósito de marcar, com estratégias distintas, a esquina de importância.
As soluções arquitetônicas empregadas no projeto levaram em consideração os principais pontos de vista para o observador, revelando análise cuidadosa do entorno e de sua topografia peculiar. Por estar posicionado no extao ponto de inflexão da Avenida Borges de Medeiros, a cobertura piramidal de sua torre comercial recebe especial destaque quando observada a partir do Viaduto Otávio Rocha (1927), relevante obra de engenharia inaugurada poucos anos antes, em 1932.
À época de sua construção, o Edifício Sulacap foi recebido com grande reserva pelos arquitetos modernos da cidade, que o consideravam anacrônico pelo emprego de ornamentos e elementos de composição. Essa leitura ofuscou os avançados critérios de projeto estrutural, arquitetônico e urbanístico empregados. Entretanto, a partir da década de 1980, com o realinhamento teórico promovido pela arquitetura pós-moderna, o prédio passou a ser valorizado pela relação contextual que estabelece entre arquitetura e cidade, dialogando em diversas escalas com o entorno imediato.

## Patrimônio Cultural
Atualmente, o Edifício Sulacap é inventariado como imóvel de estruturação pela Equipe do Patrimônio Histórico e Cultural (EPAHC) da Prefeitura Municipal de Porto Alegre.